# Водоспад Сувтушар
Водоспа́д Сувтуша́р (узб. шаршара Сувтушар) — каскадний водоспад у гірській системі Гісаро-Алай, розташований на території Узбекистану. Розташовується на однойменній малій річці в межах Гісарського заповідника. Висота падіння водного потоку становить 84 м. Належить до відомих об'єктів місцевого екологічного туризму.
Офіційна назва водоспаду походить від назви водотоку, що його утворює, однак місцеві жителі часто переінакшують її на водоспа́д Суттуша́р (узб. шаршара Суттушар), що в перекладі означає «Молочний водоспад». Таку назву ця природна пам'ятка отримала за білосніжні від безлічі бризок струмені води.

## Опис
Водоспад розташовується на крайньому півдні Узбекистану, в Кашкадар'їнській області, за 8 км від села Сувтушар. Адміністративно він розташований в межах Міракинської ділянки Гісарського заповідника, на керівництво якого покладена його охорона. Водоспад Сувтушар утворився в річищі однойменної малої річки (струмка), що бере початок на схилах Гісаро-Алаю. Він лежить на висоті 2100 м над рівнем моря. Належить до водоспадів каскадного типу, однак його уступи вузькі й розташовані у майже вертикальній площині. Загальна висота падіння води дорівнює 84 м. Потік спадає у вузькому кам'янистому каньйоні, схили якого вкриті арчею (місцевий вид ялівцю). Річка Сувтушар має льодовикове живлення, тому під час інтенсивного танення снігу в горах буває особливо повноводною. В цей час водоспад являє собою суцільно-білу стіну води.

## Значення
Мальовничість і потужність водоспаду Сувтушар завжди привертали увагу людей як з естетичних причин, так і тому, що в його околицях немає широких і глибоких річок, отже, велика маса води справляє в цій місцевості особливе враження. Водоспад належить до визначних туристичних об'єктів півдня Узбекистану, тому навіть після організації заповідника доступ до нього не обмежували. Одним з негативних наслідків такої популярності стало засмічення навколишньої території. Для відновлення природи Гісарський заповідник на короткий період (з 2015 по 2018 рік) був закритий для відвідин.